# Alpaida chickeringi
Alpaida chickeringi är en spindelart som beskrevs av Levi 1988. Alpaida chickeringi ingår i släktet Alpaida och familjen hjulspindlar. Inga underarter finns listade i Catalogue of Life.